# Eupithecia arenitincta
Eupithecia arenitincta es una especie de polilla de la familia Geometridae. La especie fue descrita por primera vez por Louis Beethoven Prout habiendo sido descrita en 1938, con distribución en Argelia. El sintipo de la especie fue descrita en los alrededores de Colomb Bechar.